# Alain Venturini
 (juin 2018).
Pour les articles homonymes, voir Venturini.
Alain Venturini est un archiviste et historien français né en 1954.

## Biographie
Né le 2 février 1954 à Menton, Alain Venturini est ancien élève de l'École normale supérieure (promotion 1975) et archiviste paléographe (promotion 1980).
Il est successivement directeur des Archives départementales du Gard (1993-2001), de la Corse-du-Sud (2009-2013), puis de l'Aveyron (2013-2021).
Il est membre de l'Association des chercheurs en sciences humaines (domaine corse) et de la Société des sciences historiques et naturelles de la Corse.

## Publications
- Pages de l'histoire de Vence et du Pays vençois au Moyen Âge, Vence, Association pour la défense et la promotion du patrimoine vençois, coll. « Publications de l'Association pour la défense et la promotion du patrimoine vençois » (no 4), 1991, 101 + 1 (BNF 36674333).
- Avec Daniel Le Blévec, Cartulaires des ordres militaires, XIIe – XIIIe siècles : Provence occidentale-Basse vallée du Rhône, Paris, École des chartes, coll. « Mémoires et documents de l'École des chartes » (no 39), 1993, 451 + 465 (BNF 38782259).
- Éd. avec Daniel Le Blévec du Cartulaire du prieuré de Saint-Gilles de l'hôpital de Saint-Jean de Jérusalem (1129-1210), Paris/Turnhout, CNRS/Brepols, coll. « Documents, études et répertoires », 1997, XXXII + 382 (ISBN 2-271-05460-5).
- Dir., Le Comté de Vintimille et la famille comtale, Menton, Société d'art et d'histoire du Mentonnais, coll. « Annales de la Société d'art et d'histoire du Mentonnais », 1998, 171 p. (BNF 37175442).
- Avec Alain Girard (photogr. Maryan Daspet), La Maison des chevaliers de Pont-Saint-Esprit : la demeure des Piolenc, t. I, Nîmes, conseil général du Gard, 2009, 226 p. (ISBN 2-910567-26-5).
- Avec Antoine-Marie Graziani (préf. Noël Pinzuti), Guide des sources de l'histoire de la Corse dans les archives génoises : Moyen Âge, 1121-1483, Ajaccio, Archives départementales de la Corse-du-Sud, 2009, 375 + 16.
- Éd. avec Nadine Costes de François Issaly, De l'Aveyron à l'Argentine : itinéraire d'un pionnier : chronique de la fondation de la colonie française aveyronnaise de Pigüé, Rodez, Archives départementales de l'Aveyron, 2014, 175 p. (ISBN 978-2-86012-011-1).
- Éd. avec Karl Borchardt et Damien Carraz des Comptes de la commanderie de l'hôpital de Manosque pour les années 1283 à 1290, Paris, CNRS, coll. « Documents, études et répertoires » (no 86), CVI + 192 (ISBN 978-2-271-08832-1).

## Prix
- Prix Gobert 2002 pour La Maison des Chevaliers de Pont-Saint-Esprit[6],[7].